# Ruf der Wildnis (2020)
Ruf der Wildnis ist ein US-amerikanischer Abenteuerfilm aus dem Jahr 2020 unter der Regie von Chris Sanders, der auf dem gleichnamigen Roman von Jack London von 1903 basiert und das Realfilm-Debüt des Regisseurs markiert. Der Film spielt während des Klondike-Goldrausches in den 1890er-Jahren und handelt von einem Hund namens Buck, der in seiner Heimat Kalifornien gestohlen und als Schlittenhund in den Yukon gebracht wird, wo er sich mit John anfreundet und beginnt, dessen Lebensweise zu ändern.

## Handlung
Während des Goldrausches im späten 19. Jahrhundert lebt Buck, ein großer St. Bernard/Scotch Collie, zufrieden mit seinem Herrn, Richter Miller, in Santa Clara, Kalifornien. Eines Nachts wird Buck entführt und an Bord eines Frachters zum Yukon verschifft. Während dieser Reise wird er von einem Besatzungsmitglied misshandelt. Nach seiner Ankunft trifft er kurz auf John Thornton, dem Buck eine fallengelassene Mundharmonika zurückbringt, kurz bevor er an Perrault und dessen Partnerin Françoise verkauft wird. Sie benutzen einen Hundeschlitten, um Post über den Yukon zu liefern. Perrault hofft, den langen Weg zum Postdepot mit einem starken Hund vor Ablauf der Frist zu schaffen. Buck wird den anderen Hunden vorgestellt, darunter dem bösartigen Rudelführer, einem Husky namens Spitz.
Während ihrer Reisen gewinnt Buck die Loyalität und das Vertrauen von Françoise, sowie zu den Schlittenhunden, was Spitz zu seinem Gegner werden lässt. Buck beginnt Visionen seiner Vorfahren zu erleben, wie etwa einen schwarzen Wolf, der ihn auf seinen Reisen begleitet. Eines Nachts fängt Buck ein Kaninchen und lässt es anschließend wieder frei. Spitz jedoch tötet es und greift dann Buck an, um seine Dominanz zu behaupten. Buck kann ihn bezwingen und verdrängt damit Spitz als Rudelführer, der in der Wildnis verschwindet. Perrault macht Buck widerwillig zum Anführer, da kein anderer der Hunde diese Position einnehmen will. Dank der Geschwindigkeit und Stärke von Buck kann der Schlitten die Post pünktlich abliefern. Während Perrault die Rückreise antreten will, stoppt Buck unerwartet den Schlitten, um einen Brief von Thornton, den er hier unerwartet wieder trifft, anzunehmen. Doch auch Perrault erreicht ein Brief, der ihm die Einstellung der Postroute ankündigt, die zukünftig durch den Telegraphen ersetzt wird. Das zwingt ihn dazu, die Hunde zu verkaufen, die nun von Hal, einem korrupten reichen Mann, übernommen werden. Auf seinem Weg zur Goldsuche treibt er das Rudel bis zur Erschöpfung vor seinem viel zu schweren Schlitten. Als die Hunde ausruhen wollen, zwingt Hal sie einen instabilen gefrorenen See zu überqueren. Buck weigert sich und so droht Hal an, ihn zu erschießen. Thornton erscheint und rettet den Rüden, während Hal die anderen Schlittenhunde zwingt, den See zu überqueren. Unter Thorntons Obhut erholt sich Buck. Wenig später kehrt Hal zurück und greift Thornton in einer Bar an, weil er ihm die Schuld daran gibt, dass er die Hunde verloren hätte. Buck sieht alles mit an und stürzt sich auf Hal, der sich schließlich zurückzieht. Buck und Thornton reisen in die Wildnis, wo sie frei leben wollen. Sie stoßen auf eine verlassene Hütte in einem offenen Tal und lassen sich dort nieder. Währenddessen jagt Hal ihnen unerbittlich nach, da er glaubt, dass Thornton weiß, wo im Yukon Gold zu finden ist.
In der Wildnis wachsen Thornton und Buck über ihre täglichen Aktivitäten, hauptsächlich Angeln und Goldwaschen immer enger zusammen. Während ihrer gemeinsamen Zeit zieht es Buck zu einer weißen Wolfsdame. Buck, der fortan sowohl mit Thornton als auch mit der weißen Wölfin Zeit verbringt, wird durch sein domestiziertes Leben mit Thornton und seinen Platz im Wolfsrudel, zu dem das Weibchen gehört, in Konflikt gebracht. Thornton glaubt, dass es Zeit ist, nach Hause zurückzukehren und Buck zu sagen, dass er im Morgengrauen abreisen wird. Buck verbringt die Nacht im Wald neben der weißen Wölfin, als er einen Schuss vernimmt. Er eilt zur Hütte und stürzt sich auf Hal, der unmittelbar nach seinem Eintreffen auf Thornton geschossen hatte. Buck drängt Hal in die Hütte, die in Brand geraten ist, wo er unter den brennenden Balken begraben wird. Der im Sterben liegende Thornton möchte, dass Buck nun sein eigenes Leben lebt. Er umarmt und beruhigt ihn mit seinen letzten Worten: „Ist schon gut, mein Junge. Du bist zu Hause.“
Am nächsten Morgen kehrt Buck in die Wildnis zum Rudel zurück. Mit der weißen Wölfin hat er nach einigen Wochen viele Nachkommen und wird zum Rudelführer, der den Ruf der Wildnis voll und ganz annimmt.

## Produktion und Veröffentlichung
| Figur                  | Darsteller      | Deutscher Sprecher   |
| ---------------------- | --------------- | -------------------- |
| John Thornton          | Harrison Ford   | Wolfgang Pampel      |
| Perrault               | Omar Sy         | Sascha Rotermund     |
| Françoise              | Cara Gee        | Luise Helm           |
| Hal                    | Dan Stevens     | Tim Knauer           |
| Mercedes               | Karen Gillan    | Rubina Kuraoka       |
| Abigail                | Jamie Bock      | Meike Finck          |
| James                  | Adam Fergus     | Robert Glatzeder     |
| Skagway Hundeverkäufer | Brad Greenquist | Reinhard Scheunemann |

Der Film stellt eine Zusammenarbeit von 3 Arts Entertainment, TSG Entertainment und 20th Century Studios dar. Die Haupt-Dreharbeiten begannen Ende September 2018 in Los Angeles. Der Film wurde nicht vor Ort gedreht, sondern großteils mittels CGI, darunter die Darstellung sämtlicher im Film erscheinender Hunde. Das Budget des Films wird auf etwa 135 Millionen US-Dollar geschätzt. Die Dreharbeiten fanden unter anderem in Yukon, British Columbia (Vancouver) und Santa Clarita statt.
Der Film sollte ursprünglich bereits am 25. Dezember 2019 veröffentlicht werden, wurde jedoch nach der Übernahme von Fox durch Disney auf den 21. Februar 2020 verschoben, um die Veröffentlichung von Star Wars: Der Aufstieg Skywalkers und Spione Undercover – Eine wilde Verwandlung nicht zu beeinträchtigen. Der Ruf der Wildnis war zugleich auch der erste Film, der vom Produktionsstudio unter dem Namen 20th Century Studios veröffentlicht wurde, nachdem es von 20th Century Fox umbenannt wurde. Kurioserweise war die Verfilmung von Ruf der Wildnis aus dem Jahr 1935 damals der letzte Film gewesen, den die Firma unter ihrem ursprünglichen Namen 20th Century Pictures veröffentlicht hatte, bevor sie 20th Century Fox wurde.
Die deutsche Synchronisation entstand nach einem Dialogbuch von Klaus Bickert und unter der Dialogregie von Katrin Fröhlich im Auftrag von Film- & Fernseh-Synchron.
Der Film startete am 19. Februar 2020 in Frankreich und Großbritannien, am 20. Februar in Deutschland und Österreich und am 21. Februar in den USA und Kanada in den Kinos. Die weltweiten Einnahmen aus Kinovorführungen belaufen sich bei einem Budget von 135 Millionen US-Dollar auf 107,6 Millionen US-Dollar, von denen der Film allein 62,34 Millionen im nordamerikanischen Raum einspielen konnte. Damit befindet er sich auf Platz 19 (Stand: 5. September 2023) der erfolgreichsten Filme des Jahres 2020 nach Einspielergebnis. Da der Film bisher seine Kosten nicht einspielen konnte, war er finanziell gesehen ein Flop. In Deutschland verzeichnete der Film insgesamt 210.477 Kinobesucher.

## Rezeption
Ruf der Wildnis erhielt ein verhaltenes Presseecho, was sich auch in den Auswertungen US-amerikanischer Aggregatoren widerspiegelt. So erfasst Rotten Tomatoes zwar mehrheitlich wohlwollende Besprechungen und ordnet den Film dementsprechend als „Frisch“ ein. Laut Metacritic fallen die Bewertungen im Mittel aber nur „Durchwachsen oder Durchschnittlich“ aus.

„Die Inszenierung setzt ausgiebig auf digitale Tricks und eine Vermenschlichung des Hundes, was mitunter ans Niedliche grenzt. Trotz der Orientierung an der literarischen Vorlage wird deren realistische Schilderung des Lebens in der Wildnis dadurch gerade nicht erreicht.“

Während Ruf der Wildnis bei den People’s Choice Award 2020 als Familienfilm des Jahres nominiert wurde, erhielten Harrison Ford und der „vollkommen unecht aussehende CGI-Hund“ zugleich eine Nominierung für die Goldene Himbeere 2021 als Schlechteste Filmpaarung.